# Internacional Esporte Clube (São Paulo)
O Internacional Esporte Clube, também conhecido como Inter de Franca, é um clube social e esportivo da cidade de Franca, no interior do estado de São Paulo. Estabelecido em 1921, o clube atuou como entidade amadora por um extenso periódo, concentrando suas atividades na prestação de serviços à comunidade local.

## História
O Inter de Franca foi estabelecido em 3 de maio de 1921. Em 22 de fevereiro de 2019, formalizou uma parceria significativa com a prefeitura de Franca, assumindo a responsabilidade de ser o representante do futebol feminino da cidade. Nesse mesmo ano, a equipe teve a oportunidade de competir no Campeonato Paulista Feminino, encerrando a participação na última posição de seu grupo, somando apenas três pontos conquistados. No ano de 2022, o Inter de Franca alcançou um marco adicional ao se tornar um clube formador filiado à Federação Paulista de Futebol. Por meio dessa afiliação, o clube tornou-se elegível para participar de todas as competições de base organizadas pela entidade